# Meistriliiga 2003
Meistriliiga 2003, även känd som A. Le Coq Premium Liiga av sponsorsskäl, var den 13:e säsongen av Meistriliiga, den högsta nivån i det estniska fotbollssystemet.
Flora Tallinn vann sin sjunde ligatitel sedan serien först spelades 1992.

## Skytteligan
| Rank | Spelare              | Klubb          | Mål |
| ---- | -------------------- | -------------- | --- |
| 1    | Tor Henning Hamre    | Flora          | 39  |
| 2    | Andrei Krõlov        | TVMK           | 22  |
| 3    | Ingemar Teever       | TVMK           | 21  |
| 4    | Maksim Gruznov       | Trans Narva    | 16  |
| 5    | Argo Arbeiter        | Levadia Maardu | 14  |
| 5    | Vjatšeslav Zahovaiko | Flora          | 14  |